# 法國國防部長
法國國防部長（法語：Ministre des armées）直譯為武裝部隊部長，是法國武裝部隊的領導者和最高級別官員，負責管理法國軍隊。法國國防部長是對法國軍隊擁有管理權的第三高文職人員，僅次於法國總統和法國總理。
該職位被認為是法國政府的核心職位之一。
自2022年5月20日起，塞巴斯蒂安·勒科尔尼出任法國國防部長，成為法國國防部第45位部長。